# Setiawaras
Setiawaras is een bestuurslaag in het regentschap Tasikmalaya van de provincie West-Java, Indonesië. Setiawaras telt 7797 inwoners (volkstelling 2010).